# Taťjana Lehenová
Taťjana Lehenová (ur. 23 stycznia 1961 w Bratysławie) – słowacka poetka.

## Elementy biograficzne
W latach 1976–1980 uczyła się w liceum Ladislava Sáru w Bratysławie. Chodziła do klasy usportowionej z programem lekkoatletycznym. Ukończyła studia prawnicze na uniwersytecie w Bratysławie (1984). Początkowo pracowała w zawodzie na rzecz Czechosłowackiego Radia w Bratysławie. W latach 1989–1990 pracowała w wydawnictwie Slovenský spisovateľ. Od początku lat dziewięćdziesiątych mieszka stale w Pradze. Wróciła do wyuczonego zawodu.

## Twórczość
Jej poezja charakteryzuje się spontanicznością i soczystością żywej mowy. Wiersz Malá nočná mora (Mały nocny koszmarek), opublikowany w piśmie „Romboid” w 1988 roku, wywołał żywą dyskusję ze względu na prowokacyjnie zabawną grę z tematem jawnie erotycznym. Książkowo debiutowała tomem Pre vybranú spoločnosť (1989, Dla doborowego towarzystwa). W 1991 wydała tom wierszy Cigánsky tábor (Cygański tabor). Opublikowała też prozę dla czytelnika dziecięcego Je Miška myška (1991, Czy Miszka to myszka?).

## Recepcja polska
Wiersze Lehenovej w przekładzie Leszka Engelkinga drukowała „Literatura na Świecie”.